# Шпиро, Абрам
Абрам (Авраам) Шпиро (пол. Abram (Abraham) Szpiro; 10 января 1912, Стшегово, Млавский уезд, Плоцкая губерния, Российская империя — 16 февраля 1943, Освенцим) — польский шахматист, национальный мастер.
В детстве переехал с семьёй в Лодзь. Многократный участник чемпионатов Лодзи: 1930 — 7-8-е; 1931 — 4-5-е; 1933—1934 — 6-е; 1937 — 2-е; 1939 — 4-5-е места. Находясь на службе в инженерном полку, дважды выигрывал чемпионат Познани (1934—1935).
В декабре 1928 года участвовал в сеансе одновременной игры, которую давал чемпион мира Александр Алехин в Лодзи и был из выигравших партию у Алехина.
Участник 2-го командного чемпионата Польши 1934 года, где завоевал 2 медали — серебряную в команде и золотую в индивидуальном зачёте (играл на 4-й доске).
Участник 2-х чемпионатов Польши: 1935 — 6-7 места; 1937 — 7-8-е.
Победитель турнира в Ченстохове в 1936 году.
Во время немецкой оккупация жил в Лодзи и Варшаве. Занял 2-е место на турнире в Варшавском гетто, проходившем в феврале-апреле 1942, уступив Хенрику Погорелому. Был убит в концлагере Освенцим, куда был помещён в начале 1943.

## Спортивные достижения
| Год  | Город   | Турнир               | +  | − | = | Результат | Место |
| ---- | ------- | -------------------- | -- | - | - | --------- | ----- |
| 1935 | Варшава | 3-й чемпионат Польши | 8  | 6 | 2 | 9 из 16   | 6—7   |
| 1937 | Юрата   | 4-й чемпионат Польши | 10 | 6 | 5 | 12½ из 21 | 7—8   |